# Walter Gschwandtner
Walter Gschwandtner (* 1956 in Niederneukirchen) ist ein österreichischer Bildhauer und Textilkünstler.

## Leben und Wirken
Gschwandtner studierte bis 1986 Bildhauerei bei Erwin Reiter an der Universität für künstlerische und industrielle Gestaltung Linz. Er lebt und arbeitet in Leonding und ist seit 1984 Mitglied der Künstlervereinigung MAERZ, wo er sich Mitte der 1990er-Jahre aktiv an der Vereinstätigkeit beteiligte. 
Er engagiert sich als Sprecher der Kulturinitiative Narrenschyff, die er 2010 gemeinsam mit Elke Sackel und Herbert Christian Stöger ins Leben gerufen hatte. Er präsentierte seine Arbeiten seit 1982 im Rahmen von Einzel- und Gemeinschaftsausstellungen und im Rahmen von Symposien. 
Gschwandtner organisierte zwischen 2006 und 2010 die Werktage Schöner Ring in Wilhering und arbeitete 1994, 2003 und 2009 an den internationalen Ausstellungen im Rahmen des Internationalen Textilsymposiums Graz mit. Zwischen 2001 und 2008 arbeitete er am Aufbau einer Privatschule mit.

## Ausstellungen (Auswahl)
- Walter Gschwandtner – Textile Skulpturen. Wilhelm Schwind – Neue Mischtechniken. Kuri Tsujimoto - Hard-Edge-Graphik, Cselley Mühle, Oslip, 1983

- Walter Gschwandtner. Robert Mittringer. Ewald Walser, Galerie im Traklhaus, Salzburg, 1988
- Skulpturen und Raumkonzepte – 75 Jahre MAERZ, Museum Francisco-Carolinum, Künstlervereinigung MAERZ, Linz 1989
- Walter Gschwandtner. Der süße Tod, Offenes Kulturhaus Oberösterreich, Centrum für Gegenwartskunst, Linz, 1991
- ObjektTextilBild, Landesgalerie Linz am Oberösterreichischen Landesmuseum, Linz, 1994
- Wesenheiten, Galerie März, Linz 2000
- Wegmarken, Maerz 1952–2002, afo architekturforum oberösterreich, Linz, 2013